# ウラジーミル・チェロメイ

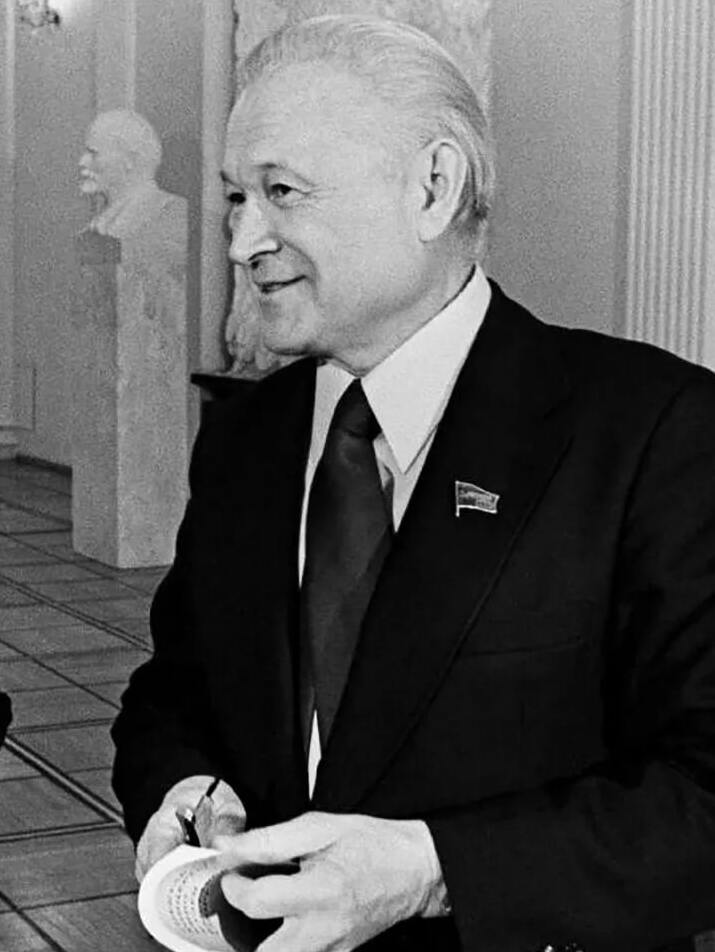
1967

ウラジーミル・ニコラエヴィチ・チェロメイ（露: Владимир Николаевич Челомей、Vladimir Nikolayevich Chelomey、1914年6月30日 - 1984年12月8日）は、ソビエト連邦の技術者、ロケット工学者。

## 初期の人生
チェロメイはロシア帝国（ポーランド）のセードリツェでウクライナ系の家庭に生まれた。3ヶ月の時に、迫りつつある第一次世界大戦を逃れて家族はポルタヴァに移住した。
チェロメイが12歳の時、家族は再びキエフに移った。
1932年、チェロメイはキエフ工科大学に入学し、際だった才能を見せた。1936年に彼の初の著書Vector Analysisが刊行された。彼はまたキエフ大学で解析学、微分方程式、数理物理学、弾性理論等も学んだ。さらにウクライナ・ソビエト社会主義共和国のウクライナ科学アカデミーでレビ・チビタの下でも学んだ。この時期、チェロメイは工学と振動の理論に興味を持ち、それは生涯続いた。1937年、チェロメイは優秀な成績でキエフ工科大学を卒業した。その後、彼はそこで講師として働き、1939年に博士号と同等のCandidate of Scienceの学位を取得した。

## 第二次世界大戦
独ソ戦の開戦以降、チェロメイはモスクワのBaranov Central Institute of Aviation Motor Building (TsIAM)で働き、1942年に、同時に開発を進めていたナチスとは独立にソ連で最初のパルスジェットエンジンを開発した。
1944年の夏、ナチスがイングランド南部に向けてV1飛行爆弾を使用したことが明らかになった。1944年10月19日、ソ連国家防衛委員会と人民委員会議の決議を受け、アレクセイ・シャクーリンとチェロメイは第51工場の責任者と主任技術者に任命された。チェロメイはソ連初の巡航ミサイルの設計、製造、試験を行った。1944年12月、コードネームを10XというミサイルはPe-8とTu-2によってテスト飛行された。

## OKB-52と学術キャリア
10Xの成功後、チェメロイは無人飛行機OKB-52の開発を行うUSSR Special Design Bureauを設立した。1955年、チェメロイはOKB-52の主任技術者になり、巡航ミサイルの開発を続けた。
チェメロイは研究を続け、バウマン・モスクワ工科大学から博士号を贈られ、1952年にそこの教授になった。
1958年、OKB-52は多段大陸間弾道ミサイルとして提案された。彼らのロケットUR-200はミハイル・ヤンゲリのR-36に破れて否定されたものの、UR-100の設計は受け入れられた。
チェメロイのOKBは、セルゲイ・アファナシェフが率いる一般機械製造省で採用された。

## 宇宙船
1959年、チェメロイはChief Designer of Aviation Equipmentに任命された。
OKB-52の設計は宇宙船で用いられ始め、1961年により強力なICBMであるプロトンロケット（UR-500）にも用いられた。
1962年、チェメロイはソ連科学アカデミーの工学部門の会員となった。
チェメロイは「月レース」において、セルゲイ・コロリョフの競争相手となった。チェメロイはUR-500を2人乗り宇宙船の打上げ機として提案し、ニキータ・フルシチョフの家族を雇用してその協力を得ることができた。彼はまた、UR-500は軍事宇宙ステーションの打上げにも用いることができると主張した。
フルシチョフが失脚すると、チェメロイとコロリョフのプロジェクトは統合されたが、ソ連の月計画は継続された。プロトンロケットは1967年3月10日に初めて打上げられた。
チェメロイが望んだように宇宙飛行士を月へ運ぶのには使われなかったが、プロトンロケットは国際宇宙ステーションの最初の3個の部品を含む、様々な衛星や宇宙ステーション、モジュール等を宇宙へ運ぶのに広く用いられた。
ポリョートのような衛星もチェメロイのOKBを基に設計された。それ以前のものとは異なり、チェメロイにとって最初の衛星である1963年のポリョートも1964年のポリョート2号も自力で軌道を変更することができた。1970年代には、チェメロイのOKBはアルマース、サリュート2号、サリュート3号、サリュート5号やミール、ズヴェズダの基礎にもなった。アルマースのために、チェメロイはソユーズの代替としてTKSを開発した。TKSは計画通り飛行しなかったが、サリュート7号やミールのモジュールとして用いられた。
チェメロイは1984年にモスクワで死去した。

## 受章
- 社会主義労働英雄 (1959年、1963年)
- ソビエト連邦国家賞 (1967年、1974年、1982年)
- レーニン賞  (1959年)
- レーニン勲章（4度）
- 十月革命勲章